# تسلق الجبال في الأردن
تسلق الجبال في الأردن هو نشاط رياضي وسياحي متنامٍ، يستقطب المتسلقين من داخل المملكة وخارجها، نظرًا لتنوع تضاريس البلاد ووجود تشكيلات صخرية فريدة. يُعتبر وادي رم أبرز وجهة لتسلق الجبال في الأردن، ويُعرف عالميًا بجدرانه الرملية العمودية ومناظره الصحراوية الخلابة.

## المواقع الرئيسية لتسلق الجبال

### وادي رم
يُعد وادي رم أهم موقع لتسلق الجبال في الأردن، ويستقطب متسلقين محترفين من مختلف دول العالم. يتميز بتشكيلات صخرية من الحجر الرملي يمكن أن تصل ارتفاعاتها إلى أكثر من 500 متر. من أشهر المسارات:
- جبل أم الدامي – أعلى قمة في الأردن.
- جبل برج العقبة.
- مسارات "The Beauty" و"Rakhabat Canyon".

### جبل أم الدامي
يقع جبل أم الدامي في أقصى جنوب الأردن على مقربة من الحدود مع السعودية، ويبلغ ارتفاعه حوالي 1854 مترًا فوق سطح البحر، مما يجعله أعلى قمة في البلاد. المسار المؤدي إلى القمة يتطلب مستوى معتدلًا من اللياقة البدنية، وغالبًا ما يُنصح بتسلقه بمرافقة دليل محلي بسبب تضاريسه الصحراوية الوعرة.

### ضانا ومحيطها
تحتوي محمية ضانا الطبيعية على منحدرات صخرية توفر فرصًا لتسلق تقني وتخييم في بيئة جبلية متنوعة. كما تقدم تجربة تسلق معتدلة للمهتمين بالمغامرة والطبيعة.

### جبال الشراه
تُعد جبال الشراه جنوب الأردن مكانًا مناسبًا لمحبي المشي الجبلي والتسلق الخفيف، وهي تمتد من البتراء إلى شمال العقبة، وتُعرف بجمالها الطبيعي وتضاريسها الحجرية.

### وادي الموجب
يقع وادي الموجب قرب البحر الميت، ويشتهر بتضاريسه المائية والضيقة التي تشبه الأخاديد، ويوفر بعض المسارات التي تتطلب التسلق أو استخدام الحبال، خاصة في موسم الربيع.

## أفضل أوقات السنة
تُعد أشهر الربيع، خصوصًا من مارس إلى مايو، والخريف (سبتمبر إلى نوفمبر) من أفضل الفصول لممارسة تسلق الجبال في الأردن، بسبب اعتدال درجات الحرارة وجفاف الطقس.

## تنظيم النشاط
رغم شعبية النشاط، فإن تنظيمه لا يزال في طور النمو، حيث تتولى بعض الشركات السياحية المتخصصة تنظيم رحلات تسلق بإشراف مرشدين محليين. وتتوفر تجهيزات الإيجار والتدريب الأساسي في بعض المناطق، خصوصًا في وادي رم.

## السلامة
يتطلب تسلق الجبال في الأردن معرفة بالأحوال الجوية، والتنسيق مع الجهات المختصة كالدفاع المدني أو الشرطة البيئية في بعض المناطق. كما يُنصح بالحصول على دليل محلي لتجنب المناطق الخطرة أو المحمية.

## السياحة والتسويق
تسعى وزارة السياحة والآثار الأردنية إلى تعزيز سياحة المغامرات، ومن ضمنها تسلق الجبال، ضمن رؤية أوسع لترويج الأردن كوجهة طبيعية وثقافية. وتُعد هذه الرياضة وسيلة لجذب الزوار الباحثين عن تجارب فريدة خارج السياحة التقليدية.